# Bruebach
Bruebach je občina v departmaju Haut-Rhin francoske regije Alzacija.
Leta 2008 je v občini živelo 1.031 oseb oz. 147 oseb/km².